# Esquina Maldita

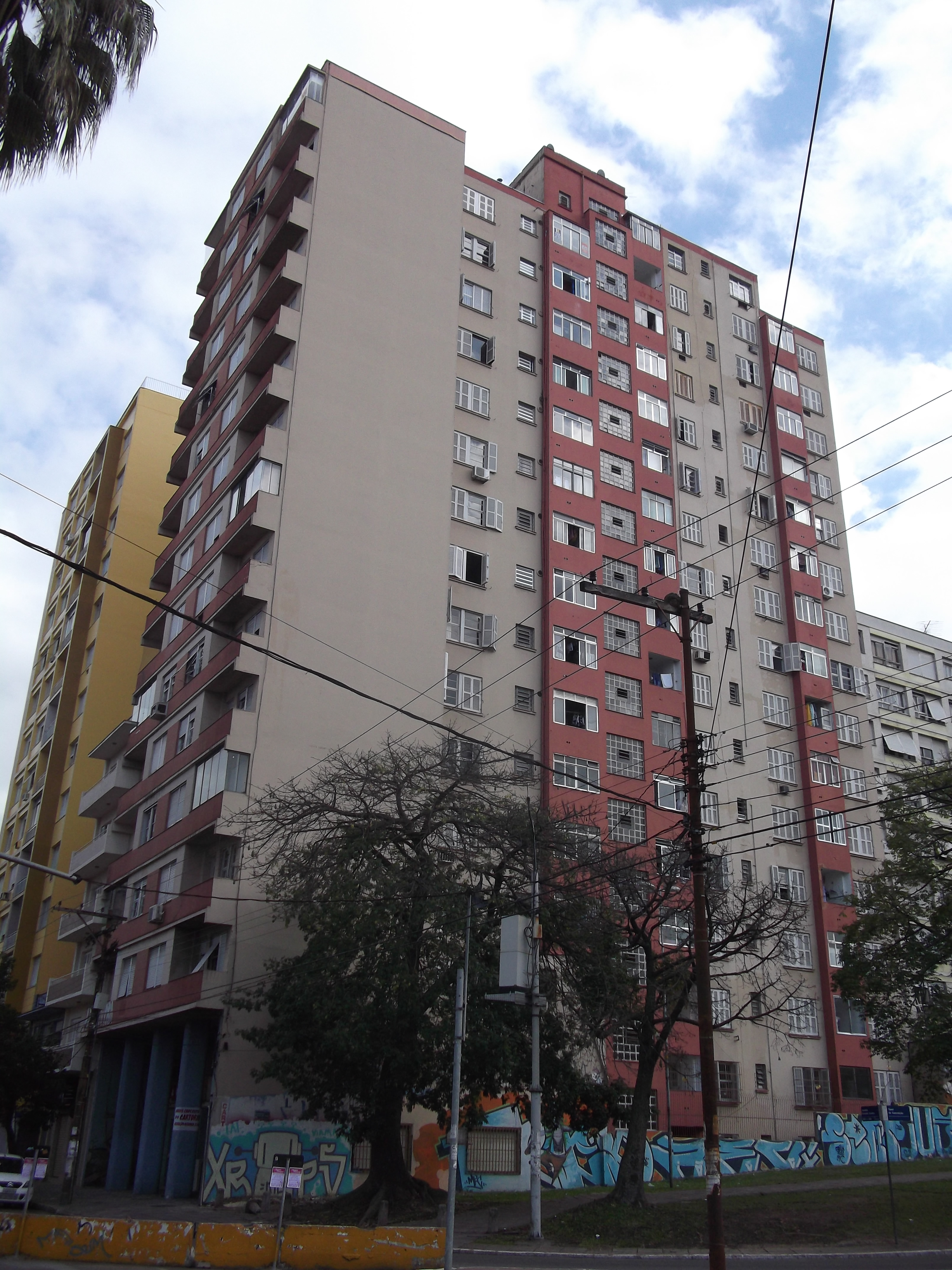
El edificio Caraiba, en cuya planta baja se encontraba el bar Mariu's

La Esquina Maldita fue una zona urbana de la ciudad de Porto Alegre, Brasil. Estaba situada en la intersección de la Avenida Osvaldo Aranha y la rúa Sarmento Leite y entró en la historia de la ciudad como un lugar de transgresión y de debates políticos y culturales.
Entre las décadas de 1960 y 1970, florecieron en esta esquina cuatro bares: Estudantil (fundado en 1959), Alaska (1965), Copa 70 (1970) y Mariu's (1975). Situada frente al Campus Central de la Universidad Federal de Río Grande del Sur, la zona tenía (y sigue teniendo) una gran concentración de residentes universitarios, artistas e intelectuales. Durante el periodo de la dictadura militar, estos jóvenes se reunían en los bares donde se debatía sobre política, pero también sobre los cambios sociales, de comportamiento y culturales que traía la época. Había una clara conexión entre estos bares y los bares del campus universitario y con los directorios académicos donde la politización era intensa. Entre los jóvenes, la participación ayudaba a definir identidades y alianzas, tanto afectivas como sociales e ideológicas, creando un espacio para la expresión de ideas, símbolos y deseos que estaban siendo reprimidos o articulados como novedades..
Sin embargo, los bares no se convirtieron en plataformas políticas. Testimonios muestran que había cierta cautela y se utilizaban códigos cifrados para disimular el contenido de las conversaciones, sobre todo en presencia de desconocidos, ya que el riesgo de una dura represión seguía siendo muy real. Las ideas se cultivaban pero necesitaban encontrar otros cauces de expresión efectiva. No obstante, la esquina llegó a ser identificada por las autoridades como centro de agitación política y social y lugar de reunión de elementos potencialmente subversivos, lo que le valió el apodo de "Maldita". No en vano eran frecuentes las redadas y registros policiales y militares.
Por otra parte, aunque los testimonios mencionan invariablemente el aspecto político, existe cierto desacuerdo sobre la intensidad de la presencia de este tema. Para algunos, la discusión sobre arte, cultura, filosofía, costumbres y otros temas desempeñaba un papel tanto o más importante en la vida de la Esquina, atribuyendo la razón del adjetivo Maldita a la frecuentación de jóvenes que se rebelaban contra el estilo de vida de la época, que buscaban la transgresión cultural y nuevas formas de vivir y entender el mundo, explorando sus límites -la "muchedumbre flaca", según una expresión utilizada en la época- y que no encajaban en la etiqueta de "comprometidos políticamente".  Para Juremir Machado da Silva, 

" ... foi neste espaço que intensificou-se a luta pela emancipação da mulher, fortaleceu-se o respeito pelos homossexuais, combateu-se o machismo, viveram-se radicalmente os sonhos das relações abertas e da liberdade sexual. Ou seja, partiu-se para a defesa das diferenças. Pela Esquina Maldita, Porto Alegre mergulhou na pluralidade cotidiana, caminhou em direção ao direito à singularidade e aprofundou-se no exame e na recusa do conservadorismo moral"
"... fue en este espacio donde se intensificó la lucha por la emancipación de la mujer, se fortaleció el respeto a los homosexuales, se combatió el machismo, se realizaron radicalmente los sueños de relaciones abiertas y de libertad sexual. En otras palabras, defender las diferencias. A través de la Esquina Maldita, Porto Alegre se sumergió en la pluralidad cotidiana, avanzó hacia el derecho a la singularidad y profundizó en el examen y el rechazo del conservadurismo moral.

De hecho, cada uno de los bares recibió un público ligeramente diferente, haciendo de la pluralidad una fuerte característica de la Esquina. Lo que sí es unánime es la opinión de que allí se había instalado un espacio alternativo, al margen de la cultura dominante.
La Esquina Maldita desencadenó una reorganización del barrio de Bom Fim, permitiendo la apertura de una serie de otros bares y espacios culturales en los alrededores, contribuyendo decisivamente a darle su aura de barrio cultural, inquieto y bohemio. En palabras de Lucio Pedroso, 

"Ali começaram a se desenvolver práticas sociais que deram o mote à ocupação do território do bairro. Foi a primeira porta que deu acesso, consequentemente, à segunda, o Bar Ocidente, que consolidou a relação entre as novas práticas dos jovens e o Bom Fim e guiou o movimento de expansão do raio de ação pela Oswaldo Aranha, penetrando no bairro. A Esquina estabeleceu novos pontos de referência e ajudou a visualizar os novos caminhos a serem criados. O novo mapa do Bom Fim possibilitou novas viagens e suas fronteiras, os limites a serem extrapolados. A partir deste impulso inicial ocorreu em menos de trinta anos uma dinâmica de proliferação de bares pela Oswaldo Aranha e transversais, atingindo bairros vizinhos e ajudando a modificar a cara de Porto Alegre. [...] Aos poucos o bairro passou a ser citado em músicas, usado como cenário de filmes, conhecido por sua extravagante boemia, e a Esquina Maldita passou a ser vista como o princípio de tudo"
"Allí comenzaron a desarrollarse prácticas sociales que marcaron la pauta de la ocupación del barrio. Fue la primera puerta que dio acceso, en consecuencia, a la segunda, el Bar Ocidente, que consolidó la relación entre las nuevas prácticas de los jóvenes y Bom Fim y orientó el movimiento para ampliar el radio de acción a lo largo de Oswaldo Aranha, penetrando en el barrio. La Esquina estableció nuevos puntos de referencia y ayudó a visualizar los nuevos caminos a crear. El nuevo mapa de Bom Fim posibilitó nuevos recorridos y sus fronteras, los límites a extrapolar. Este impulso inicial dio lugar a una dinámica proliferación de bares a lo largo de Oswaldo Aranha y sus cruces en menos de treinta años, llegando a los distritos vecinos y ayudando a cambiar la cara de Porto Alegre. [...] Poco a poco, el barrio fue mencionado en canciones, utilizado como plató de cine, conocido por su extravagante bohemia, y la Esquina Maldita pasó a ser vista como el principio de todo".

En la década de 1980, con el traslado de varias facultades al Campus do Vale, principalmente en el área de Ciencias Humanas, la creciente presión de los organismos oficiales para disciplinar la vida nocturna en la región, el fin del régimen militar y la apertura de nuevos espacios alternativos, los bares originales cerraron y la Esquina se vació, y el movimiento underground se trasladó unas manzanas más al este, concentrándose en torno al Bar Ocidente, y a otras zonas de la ciudad, como Cidade Baixa. La Esquina Maldita generó un gran folclore urbano y marcó una época en la historia de Porto Alegre y en el imaginario de toda una generación. Fue objeto de un libro homónimo de Paulo César Teixeira y ha sido tratada en artículos de prensa y en diversos trabajos académicos.